# Otto Schultz Jølving
Otto Schultz Jølving (født 25. september 2006 i Middelfart) er en cykelrytter fra Danmark, der kører for ColoQuick.

## Karriere
Da Otto Schultz Jølving var omkring 11 år begyndte han at cykle hos Middelfart Cykel Club, hvor også faren og storebror Alfred var aktive. I 2022 blev han U/17-danmarksmester i 4.000 meter holdforfølgelsesløb.
I sine to år som juniorrytter, kørte han i 2023 og 2024 for juniorholdet Team Mascot Workwear. I maj 2024 blev han udtaget til det danske U19-landevejslandshold som skulle køre det schweiziske etapeløb Tour du Pays de Vaud.
I 2025-sæsonen hvor Schultz Jølving skulle køre de første løb som seniorrytter, skiftede han til det danske UCI kontinentalhold ColoQuick Cycling.